# Jamides derrhis
Jamides derrhis är en fjärilsart som beskrevs av Hans Fruhstorfer. Jamides derrhis ingår i släktet Jamides och familjen juvelvingar. Inga underarter finns listade i Catalogue of Life.